# Rosenberg-Gruszczynski (Adelsgeschlecht)

Stammwappen Poraj derer Gruszczynski

Rosenberg-Gruszczynski ist der Name eines ursprünglich polnischen, später preußischen Adelsgeschlechts.

## Geschichte
Die Gruszczynski sind ein altes polnisches Geschlecht, das sich mutmaßlich auf die Slavnikiden zurückführen lässt und dessen Stammvater Johann, der Bruder des heiligen Adalbert, gewesen sein soll. Unter dem Verfolgungsdruck der Přemysliden habe dieser Böhmen verlassen und sich nach Polen begeben. Sein Sohn soll dort die Herrschaft Gruszczyce bei Kalisch erworben haben, nach der die Familie ihren Namen entlehnt. Die gesicherte Stammreihe des Geschlechts beginnt mit Jan Gruszczynski († nach 1430). In Polen konnten die Gruszczynski mehrfach einflussreiche Positionen, darunter die einiger Kastellane und Senatoren, besetzen.
Durch die Hochzeit des polnischen Generalmajors und Generaladjutanten Franz von Rosenberg-Gruszczynski (1721–1792) mit Sophie Gräfin Rittberg (1742–1809), die ihm das Gut Littschen zutrug, gelangte die Familie nach Preußen. Hier nahm sie aufgrund der mutmaßlich gleichen Abstammung den Namen der 1611 erloschenen böhmischen Herren von Rosenberg an. Der Kammerherr und Erbherr auf Klötzen Johann Anton Franz von Rosenberg-Gruszczynski († 1817) wurde am 4. September 1809 mit dem Namen von Rosenberg in den preußischen Freiherrnstand erhoben.

Wappen derer Freiherren von Rosenberg (1809)

Das Geschlecht hatte in Preußen umfangreichen Gutsbesitz, so zu Bagnitz, Klein Klonia und Prust im Kreis Konitz; Blunowo, Jankowitz, Sallno und Schönwalde im Kreis Graudenz; Brandau, Gliwe, Klötzen, Littschen, Schadau, Solainen und Wartzel im Kreis Marienwerder; Dusterbruch, Marienfelde, Schildberg und Schönau im Kreis Schlochau; Grunau im Kreis Flatow; Oschin im Kreis Schwetz; Pulkowitz im Kreis Stuhm; Hoch Tscheeren im Kreis Culm; schließlich Auer, Chmilkoken sowie Giel im Kreis Mohrungen.

## Wappen
- Das Stammwappen Poraj zeigt in Rot eine silberne Rose. Auf dem Helm mit rot-silbernen Decken die Rose.

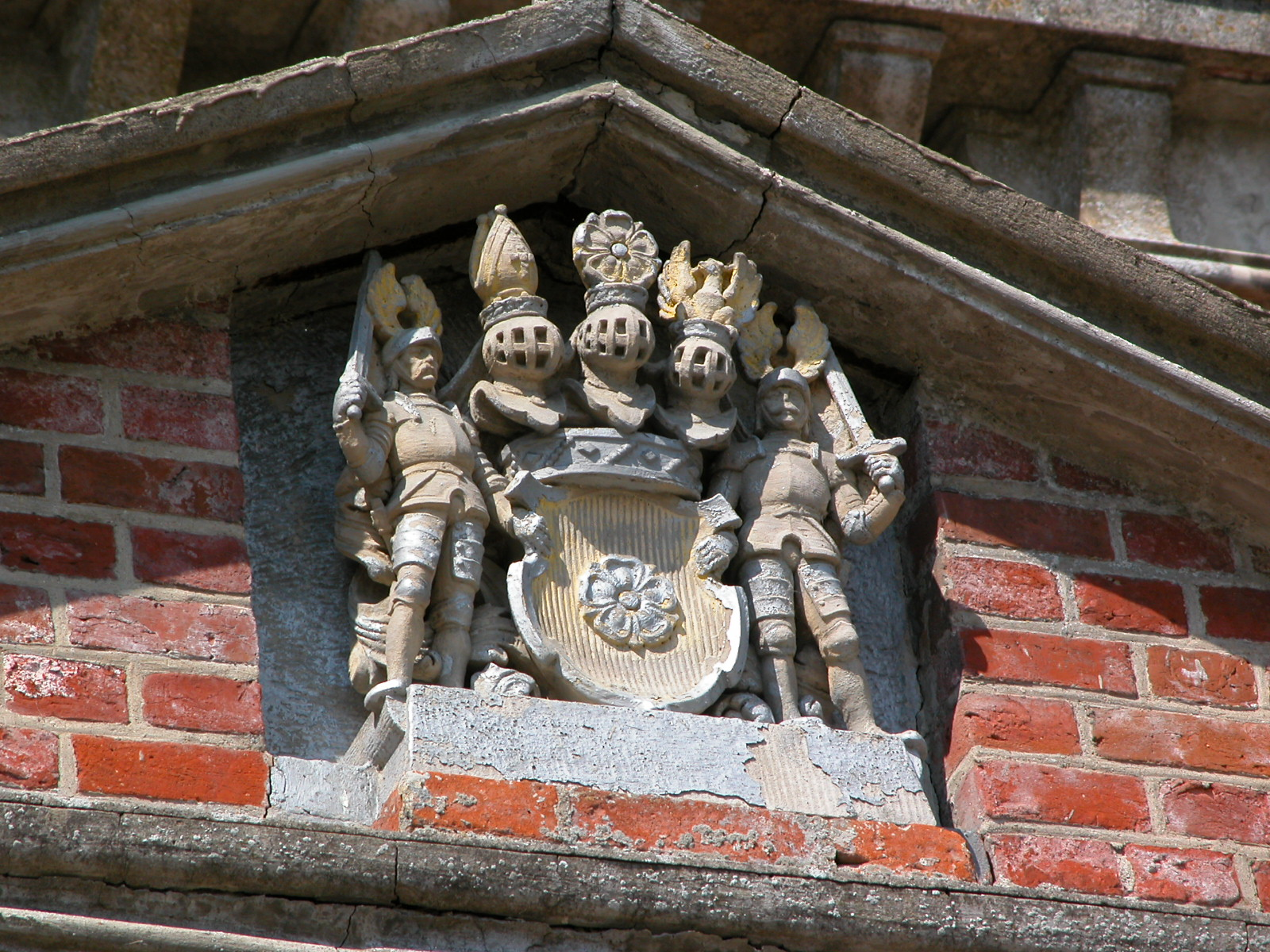
Plastische Darstellung des freiherrlichen Wappens

- Das Freiherrliche Wappen (1809) zeigt in Rot eine silberne Rose (Stammwappen). Darüber drei Helme und zwei schwertschwingende Ritter als Schildhalter.[1]

## Angehörige
- Johann Gruszczynski († 1473), Erzbischof von Gnesen
- Franz von Rosenberg-Gruszczynski (1721–1792), kursächsisch-polnischer Generalmajor
- August Burchard Raphael von Rosenberg-Gruszczynski (1770–1836), preußischer Landrat
- Adolf von Rosenberg-Gruszczynski (1779–1844), preußischer Generalmajor
- Adolf von Rosenberg-Gruszczynski (1808–1884), preußischer General der Infanterie
- Adalbert von Rosenberg-Gruszczynski (1818–1880), außerordentlicher Gesandter und bevollmächtigter Minister
- Arnold von Rosenberg (1824–1883), preußischer Landrat
- Alfred von Rosenberg (1834–1906), preußischer Offizier und Hofbeamter
- Justus von Rosenberg-Gruszczynski (1837–1900), deutscher Verwaltungsjurist
- Adolf von Rosenberg-Gruszczynski (1845–1926), preußischer General der Infanterie
- Horst von Rosenberg-Gruszczynski (1855–1923), preußischer Generalleutnant